# 4.º distrito electoral de Chile
El cuarto distrito electoral de Chile es un distrito electoral ubicado en la Región de Atacama que elige cinco diputados para la Cámara de Diputados de Chile. Fue creado en 2018 a partir de los antiguos quinto y sexto distritos y está compuesto por la totalidad de la región. Según el censo de 2017, posee 286 168 habitantes.

## Composición
| Comuna           | Población (2017) |
| ---------------- | ---------------- |
| Chañaral         | 12 219           |
| Diego de Almagro | 13 925           |
| Copiapó          | 153 937          |
| Caldera          | 17 662           |
| Tierra Amarilla  | 14 019           |
| Vallenar         | 51 917           |
| Freirina         | 7 041            |
| Huasco           | 10 149           |
| Alto del Carmen  | 5 299            |

## Representación
| 2 | 2 | 1 |

| 1 | 3 | 1 |

### Diputados
| Pactos y partidos políticos                                                                                          |
| --- |
| Chile Vamos La Fuerza de la Mayoría Coalición Regionalista Verde Chile Podemos + Nuevo Pacto Social Apruebo Dignidad |

| Periodo | Diputado | Diputado             | Diputado | Diputado             | Diputado              | Diputado | Diputado | Diputado                 | Diputado | Diputado                        | Diputado              | Diputado | Diputado | Diputado             | Diputado | Mandato                                 |
| ------- | -------- | -------------------- | -------- | -------------------- | --------------------- | -------- | -------- | ------------------------ | -------- | ------------------------------- | --------------------- | -------- | -------- | -------------------- | -------- | --------------------------------------- |
| LV      |          | Sofía Cid Versalovic |          |                      | Nicolás Noman Garrido |          |          | Daniella Cicardini Milla |          |                                 | Juan Santana Castillo |          |          | Jaime Mulet Martínez |          | 11 de marzo de 2018-11 de marzo de 2022 |
| LVI     |          | Sofía Cid Versalovic |          | Cristian Tapia Ramos |                       |          |          | Daniella Cicardini Milla |          | 11 de marzo de 2022-En el cargo | Juan Santana Castillo |          |          | Jaime Mulet Martínez |          |                                         |